# Râul Valea Lungă Mică
Râul Valea Lungă Mică este un afluent al Pârâului Florilor. 

## Hărți
- Harta județului Cluj